# Sylwester II
Sylwester II (łac. Silvester II, właśc. Gerbert z Aurillac OSB, ur. ok. 945 w Owernii, zm. 12 maja 1003 w Rzymie) – francuski uczony, matematyk, filozof, papież w okresie od 2 kwietnia 999 do 12 maja 1003.

## Życiorys
Urodził się w miejscowości Belliac, w prowincji Owernia, położonej w południowo-centralnej Francji. W wieku 12 lat wstąpił do benedyktyńskiego klasztoru św. Geralda w Aurillac. Pobierał tam pierwsze nauki, które po przyjeździe do Katalonii dzięki Borrellowi II kontynuował u boku biskupa Hatto z Vich na obszarze Marchii Hiszpańskiej, prawdopodobnie także w katalońskim klasztorze Santa María de Ripoll. Poznał tam dziedziny nauki nieznane w północnej Europie, a studiowane w arabskiej Hiszpanii – matematykę, astronomię i mechanikę.
W latach 972–981 sprawował funkcję nauczyciela szkoły katedralnej w Reims. W 981 roku przybył do Italii, gdzie w Pawii dołączył do dworu Ottona II. Między innymi w tym czasie wziął udział w wygranej dyspucie z Oktrykiem, scholastykiem szkoły katedralnej w Magdeburgu, uważanym za najwybitniejszy umysł ówczesnych Niemiec. W roku następnym cesarz mianował go opatem klasztoru w Bobbio, jednak nie sprawdził się na tym stanowisku i po śmierci cesarza Ottona II (983) udał się do Reims, gdzie został doradcą arcybiskupa Adalberona, który umierając w 989 roku wyznaczył Gerberta na swego następcę. Ten objął to stanowisko dopiero w 991 roku, po buncie kandydata królewskiego Arnulfa. Papież Jan XV zablokował jednak jego wybór, wobec tego Gerbert udał się na dwór cesarski i został wychowawcą młodocianego Ottona III. Cesarz po wyborze na tron papieski jego kuzyna Grzegorza V, wsparł w 998 roku kandydaturę Gerberta na arcybiskupa Rawenny. W niecały rok później, również wspierany przez cesarza, został wybrany papieżem i był pierwszą osobą na tym stanowisku pochodzącą z Francji. Jego imię nawiązywało do Sylwestra I jako wzoru w stosunkach papież-cesarz.

### Pontyfikat
Zaraz po objęciu Stolicy Piotrowej Sylwester zezwolił Arnulfowi na objęcie funkcji arcybiskupa Reims. Był uważany za reformatora – wzywał duchownych do przestrzegania celibatu i zdecydowanie potępił nepotyzm i symonię, a także wzywał do wolnego wyboru opatów przez mnichów.
Inicjował i popierał dążenia Ottona III do odrodzenia pod jego berłem cesarstwa rzymskiego jako uniwersalnej monarchii chrześcijańskiej. Działania papieża bardzo ociepliły stosunki z Cesarstwem Rzymskim Narodu Niemieckiego i dzięki temu w styczniu 1001 roku, Otton III podarował Państwu Kościelnemu osiem hrabstw Pentapolis, zaznaczając jednak, że nie jest to wypełnienie „Donacji Konstantyna” (Otton słusznie uważał ją za falsyfikat).
Wspierał chrystianizację młodych państw, m.in. poprzez utworzenie arcybiskupstwa w Gnieźnie i trzech innych biskupstw w Polsce (Kołobrzeg, Kraków, Wrocław), a także metropolii w Ostrzyhomiu na Węgrzech. Sylwester przesłał księciu węgierskiemu Vajkowi koronę królewską. Za pontyfikatu jego poprzednika, Grzegorza V, zmarł św. Wojciech (997) i niemal natychmiast, do Rzymu wyruszył jego przyrodni brat Radzim Gaudenty. Gdy tam dotarł, nowy papież Sylwester przeprowadził kanonizację męczennika, natomiast Radzima powołał na stanowisko arcybiskupa gnieźnieńskiego.
W lutym 1001 roku niezadowoleni Rzymianie zmusili papieża do ucieczki z miasta. Ponieważ cesarz Otton III zmarł na malarię 23 stycznia 1002 roku, nie zdążył pomóc Sylwestrowi i władzę nad Rzymem przejął Jan Krescencjusz. Jego rządy twardej ręki pozwoliły wprawdzie wrócić Sylwestrowi na Lateran, lecz nie pozwoliły mu podjąć dalszej reformy Kościoła.

### Działalność naukowa
Uznawany za najwybitniejszego matematyka X wieku, rozpowszechnił w chrześcijańskiej Europie cyfry arabskie oraz system dziesiętny. Charles Seife twierdził, że Sylwester II poznał cyfry arabskie w czasie podróży do Hiszpanii, ale była to wersja bez zera. Jako jeden z pierwszych uczonych europejskich zajmował się logiką formalną. Posługiwał się organami, liczydłem oraz globusami (ziemskim i niebieskim). Jest autorem traktatu De rationali et de ratione uti, w którym rozważa m.in. kwestię klasyfikacji nauk. Był też kolekcjonerem manuskryptów.
Ze względu na swoją rozległą matematyczną wiedzę, podejrzewany bywał o kontakty z siłami piekielnymi. Potrafił posługiwać się tzw. notami tyrońskimi oraz abakusem, co u niewykształconych ludzi wywoływało kontrowersje.

### Śmierć

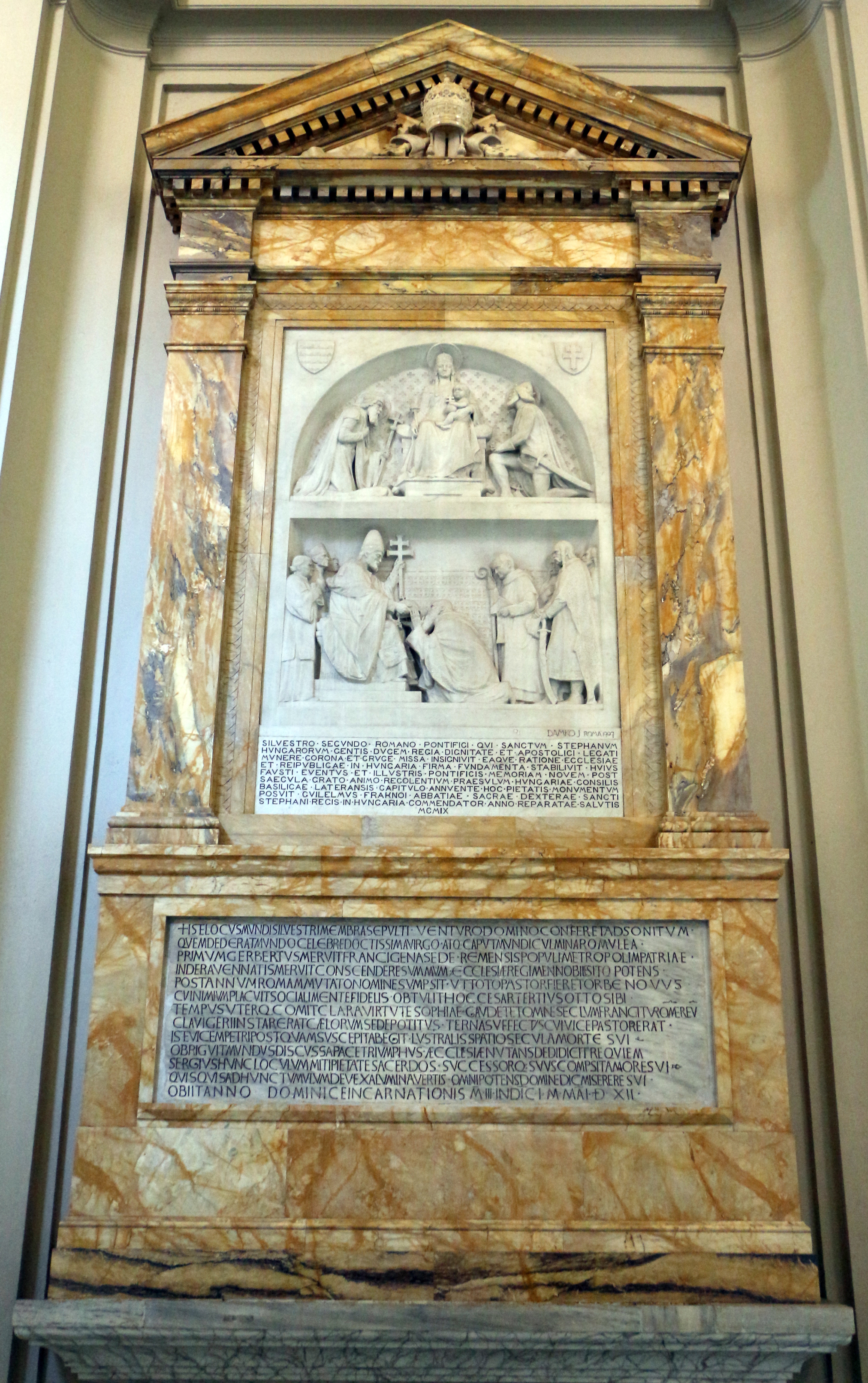
Grób Sylwestra II Bazylice św. Jana na Lateranie

Zginął w Rzymie w tajemniczych okolicznościach, przez co powstało kilka różnych wersji jego śmierci. Niektóre mówiły o porwaniu przez diabły. Został pochowany w bazylice św. Jana na Lateranie.